# Mortal Kombat X
Mortal Kombat X ist ein Fighting Game und der zehnte Hauptteil der Mortal-Kombat-Reihe. Das von den amerikanischen Netherrealm Studios entwickelte Computerspiel erschien erstmals im April 2015 für die Spielkonsolen PlayStation 4 und Xbox One sowie Windows-PCs. Daneben existiert unter demselben Namen eine Spieleapp für iOS- und Android-Smartphones, die einem anderen Spielprinzip folgt und eigenständig spielbar ist, aber mit dem Hauptspiel verknüpft werden kann. Seit März 2016 existiert außerdem eine um Downloaderweiterungen ergänzte Budgetfassung mit der Bezeichnung Mortal Kombat XL. Alle Anwendungen wurden über Warner Bros. Interactive Entertainment, einer Division von Netherrealms Mutterkonzern Time Warner, veröffentlicht.
Mortal Kombat X galt bei Veröffentlichung als der bislang brutalste Serienableger. Entgegen den allgemeinen Erwartungen lehnte die Bundesprüfstelle für jugendgefährdende Medien die Indizierung jedoch ab, wodurch es als erster Titel der Reihe in Deutschland ungeschnitten im offenen Handel erhältlich sein durfte und keinem Werbeverbot unterlag. Die Entscheidung gilt als ein Wendepunkt in der Beurteilungspraxis der Bundesprüfstelle bei Gewaltdarstellungen in Computerspielen.

## Spielprinzip
Der Spieler wählt aus einer Liste an Kämpfern eine Spielerfigur aus, mit der er in Arenakämpfen gegen die anderen Figuren antritt. Das Spielprinzip erfordert vom Spieler Reaktionsschnelligkeit, Geschicklichkeit und Präzision beim Auslösen entsprechender Kampfmanöver über vorgegebene Tastenkombinationen. Ein zentraler Spielbestandteil ist die Brutalität und der hohe Detailgrad der Gewaltdarstellungen, die gleichzeitig jedoch überzogen und wenig realitätsnah dargestellt werden. Bei gewissen Attacken, den sogenannten „X-Ray-Moves“, wird in einer Röntgenansicht das Brechen der Knochen detailliert zur Schau gestellt, ohne jedoch unmittelbare Auswirkungen auf die Handlungsfähigkeit der Spielfigur zu nehmen. Besiegt der Spieler seinen Kontrahenten, kann er diesen unter bestimmten Umständen durch besonders spektakulär inszenierte Finalschläge, die serientypischen „Fatalities“, hinrichten.

## Entwicklung
Im Juli 2013 deutet Produzent Lance Sloane die Entwicklung eines neuen Serienablegers der Mortal-Kombat-Reihe parallel zu einer neuen Verfilmung an. Nach diversen Andeutungen im Vorfeld wurde der Titel im Vorfeld der Spielemesse E3 mit einem Trailer offiziell als Mortal Kombat X angekündigt. Neben PlayStation 4, Xbox One und Windows wurde zu diesem Zeitpunkt auch die Unterstützung für PlayStation 3 und Xbox 360 angekündigt.
Anfang März 2015 kündigte Netherrealm die Veröffentlichung einer Smartphone-App für Android und iOS an. Im selben Monat verschob Warner Bros. die Veröffentlichung der Portierungen für PS3 und Xbox 360, die von High Voltage Software betreut wurden, zunächst auf den Sommer desselben Jahres. Die Versionen für PS4, Xbox One und Windows erschienen außerhalb Deutschlands wie angekündigt am 14. April. Eine Veröffentlichung durch Warner Bros. in Deutschland fand dagegen wegen fehlender USK-Altersfreigabe zunächst nicht statt. Am 28. August gab Warner Bros. schließlich die Einstellung der Arbeiten bekannt, da die Portierungen nicht die gewünschte Qualität erreicht hätten.
Im Januar 2016 kündigte Warner Bros. eine Budgetfassung des Spiels mit der Bezeichnung Mortal Kombat XL für März 2016 an. Neben dem Hauptspiel wurden alle bis dahin veröffentlichten Downloaderweiterungen integriert, d. h. die Spielfigurenerweiterungen Goro, Kombat Pack #1 und #2 sowie die kosmetischen Erweiterungen Apocalypse Skin Pack, Brazil Skin Pack, Kold War Skin Pack, das Samurai Skin Pack und den Kold War Scorpion-Skin.

## Charaktere
In Mortal Kombat X gab es zum Zeitpunkt der Veröffentlichung 24 spielbare Charakter, 9 weitere wurden später als kostenpflichtiger Download hinzugefügt. Insgesamt gibt es 10 neue Kämpfer und 4 aus einem anderen Franchise. In der folgenden Tabelle sind alle Charaktere aufgelistet, neue Charaktere sind fett gekennzeichnet, kursiv hingegen die Gastcharaktere.
| Basischaraktere                                                            | Basischaraktere                                           | Basischaraktere                                                | Basischaraktere                                                  | Kombat Pack 1                                       | Kombat Pack 2                                 |
| -------------------------------------------------------------------------- | --------------------------------------------------------- | -------------------------------------------------------------- | ---------------------------------------------------------------- | --------------------------------------------------- | --------------------------------------------- |
| - Cassie Cage - D'Vorah - Ermac - Erron Black - Ferra/Torr - Jacqui Briggs | - Jax - Johnny Cage - Kano - Kenshi - Kitana - Kotal Kahn | - Kung Jin - Kung Lao - Liu Kang - Mileena - Quan Chi - Raiden | - Reptile - Scorpion - Shinnok - Sonya Blade - Sub-Zero - Takeda | - Goro - Jason Voorhees - Predator - Tanya - Tremor | - Alien - Bo' Rai Cho - Leatherface - Triborg |

Die mobile Version für Smartphones beinhaltet außerdem fünf weitere Charaktere: Baraka, Jade, Shao Kahn, Kintaro und Freddy Krueger.

## Rezeption

### Wertungen, Verkaufszahlen und Auszeichnungen
Mortal Kombat X erhielt meist gute Bewertungen. Der Wertungsdurchschnitt auf Metacritic beträgt 86/100 für Xbox One, 83 für PS4 und 77 für Windows. Es erzielte nach Angaben von Serienschöpfer Ed Boon den besten Verkaufsstart der Seriengeschichte. In Großbritannien führte das Spiel die Verkaufscharts in den Kalenderwochen 16 und 17 an. In den USA avancierte das Spiel zu den zehn bestverkauften Titeln des Jahres 2015. Bis Oktober 2015 verkaufte Warner Bros. mehr als fünf Millionen Kopien des Spiels, der Titel leistete damit einen maßgeblichen Beitrag zum Quartalsumsatzwachstum des Mutterkonzerns Time Warner. Bei Ankündigung der XL-Edition im Januar 2016 bezeichnete Warner Bros. das Spiel als den meistverkauften Serienteil.
Mortal Kombat X wurde bei den Game Awards 2015 als bestes Fighting Game ausgezeichnet, ebenso bei den DICE Awards 2016.

### Ablehnung der Indizierung in Deutschland
Aufgrund des hohen Gewaltgrades und der bisherigen Beurteilungspraxis der Bundesprüfstelle für jugendgefährdende Medien (BPjM) gingen sowohl Hersteller als auch deutsche Fachpresse (z. B. Computer Bild Spiele) im Vorfeld von der Indizierung des Spiels aus. Die expliziten Gewaltdarstellungen der Fatalities galten bei allen Vorgängern bereits als Indizierungsgrund, die 2011 in Mortal Kombat hinzugekommenen „X-Ray-Moves“ hatten diesen Eindruck noch verstärkt. Mortal Kombat X galt als der bis dahin brutalste Serienvertreter, der in den bei Gewaltdarstellungen ansonsten deutlich liberaleren USA ebenfalls kontrovers diskutiert wurde. Warner Bros. reichte das Spiel deshalb nicht zur Beurteilung bei der Unterhaltungssoftware Selbstkontrolle (USK) ein, da zu erwarten war, dass die USK die Vergabe einer Altersfreigabe verweigern würde, die gemäß geltendem Jugendschutzgesetz ein Indizierungsverfahren unmöglich gemacht hätte. Am 2. Juli 2015 wurde das Spiel dem 12er-Gremium der BPjM zur Prüfung vorgelegt. Überraschend entschied sich das Gremium jedoch gegen die Eintragung des Spiels in die Liste der jugendgefährdenden Medien. So wurde der im Vergleich zu den Vorgängern höhere Detailgrad der Grafik überraschenderweise positiv ausgelegt, weil im Fall von Mortal Kombat X trotz mehr Gewaltdetails gleichzeitig auch der fantastische Charakter und das Fiktive des Szenarios deutlicher werde als zuvor. In Spielen anderer Hersteller gelinge die Distanzierung zum Spielgeschehen durch den zunehmenden Realismus dagegen nicht immer. Das 12er-Gremium urteilte daher:

„Zusammenfassend weist das 12er-Gremium darauf hin, dass „Mortal Kombat X“ durchaus Gewaltsequenzen enthält, die als grenzwertig im Sinne des Jugendmedienschutzes einzustufen sind, dass aber der Gesamteindruck des Spieles aufgrund des Fantasy-Settings und der vielen irrealen Elemente so gestaltet ist, dass die Grenze zur Jugendgefährdung nicht überschritten wird. Einzelne Kampfszenen, in denen reale Waffen im Spiel zum Einsatz kommen und die Gewaltfolgen realitätsnah geschildert werden, insbesondere gegenüber menschlichen oder menschenähnlichen Gegnern, wären möglicherweise anders zu beurteilen, falls sie separat verbreitet würden und nicht, wie hier, eingebunden in die spezifische Rahmung des Spiels.“

Das Spiel erhielt daraufhin am 14. Juli nachträglich eine USK-Einstufung frei ab 18 Jahren. Der Entscheidung gingen drei frühere Beurteilungen voraus, die Einfluss auf die Bewertung hatten. So hatte das Verwaltungsgericht Köln 2014 eine Entscheidung der BPjM aufgehoben, nach der das Computerspiel Sleeping Dogs wegen seiner Fatalities auf Liste B der jugendgefährdenden Medien gesetzt wurde. Das Gericht urteilte, dass dies keine Gewaltverherrlichung darstelle und ein absolutes Verbreitungsverbot daher nicht gerechtfertigt sei. Ebenso sah die BPjM 2013 bei der Beurteilung des Spiels Sniper Elite V2 in der Röntgenansicht keinen ausreichenden Indizierungsgrund, woraufhin das Spiel mit einem USK-18-Siegel erschien. Eine vor der Veröffentlichung speziell für die Spielemesse Gamescom in Köln erstellte Demo von Mortal Kombat X, die zwar auf die kritisch bewerteten Fatalities, nicht aber die X-Ray-Moves verzichtete, erhielt daher bereits eine USK-Freigabe ab 18 Jahren.
Kritiker hatten die Gründe, die für die Nichtindizierung angeführt wurden, bereits für die allesamt indizierten Vorgänger geltend gemacht. Erst mit dem Urteil zu Mortal Kombat X wurde dieser Sichtweise stattgegeben. Die stellvertretende Vorsitzende der BPjM, Petra Meier, kommentierte dies gegenüber der GameStar, dass für die früheren Veröffentlichungen „die distanzierende Wirkung noch nicht konstatiert wurde“ und dass „auch die BPjM mit der Zeit gehe“.